# Hispano-Bretón
Vous lisez un « bon article » labellisé en 2014.
L’Hispano-Bretón est une race de chevaux de trait espagnole rustique. Elle est issue de croisements entre des chevaux autochtones espagnols et des chevaux de trait Bretons, pratiqués au début du XXe siècle. La race servait historiquement pour la traction agricole, mais elle est désormais élevée pour sa viande. Le registre généalogique est créé en 1998. Le travail de sélection mené durant la décennie qui suit permet de nettement améliorer la morphologie des chevaux. Les éleveurs, ayant fait le choix de promouvoir la viande de leurs bêtes dès 2008, sont fortement touchés par la fraude européenne à la viande de cheval et la suppression des primes d'élevage en 2013.
Ces chevaux de trait généralement alezans ne possèdent pas de standard de race, mais sont caractérisés par leur aspect massif et bien construit. Ils sont surtout élevés en semi-liberté dans les zones montagneuses de la communauté autonome de Castille-et-León. Les meilleurs individus de la race se retrouvent chaque année aux foires de San Emiliano, en août.

## Histoire
La race Hispano-Bretón est nommée à partir des deux autres races chevalines qui l'ont formée. Elle est assez récente, puisqu'elle remonte au début du XXe siècle. Des juments autochtones d'Espagne et du nord du Portugal ont été croisées avec des étalons Bretons, afin de créer un cheval de trait plus puissant que les races déjà présentes sur place. Le cheval Breton a été choisi à l'époque du fait de sa grande rusticité et de sa faculté d'adaptation aux conditions climatiques difficiles, comme aux privations alimentaires. L'Hispano-Bretón se répand sur la côte cantabrique, dans les Pyrénées espagnoles et en Castille-et-León.
La motorisation de l'agriculture entraîne une réorientation de son élevage pour la production de viande. L'Hispano-Bretón est officiellement reconnu comme race espagnole en 1997, son stud-book est créé l'année suivante en Castille-et-León, par le ministère de l'agriculture et de l'élevage. Des aides financières sont débloquées pour soutenir l'élevage de cette race locale. Le 20 septembre 1993, l’Asociación Nacional de Criadores de Hispano Bretón voit le jour et en 1999, c'est au tour de l’Asociación del Caballo Hispano Bretón (Association du cheval Hispano-Breton). Une décennie durant, elle travaille essentiellement sur le maintien de cette race que l'Union européenne considère comme étant en voie de disparition (avec un cheptel de 1 500 juments dans la province de Burgos), ainsi qu'à l'amélioration des paramètres raciaux. Les services techniques (Agricultura y Ganadería de la Junta de Castilla y León) travaillent quant à eux sur le stud-book dès 2002.
En 2008 et 2009, un tournant est pris avec la promotion active de la viande de cheval issue de cette race. Une rencontre gastronomique avec dégustations est organisée grâce à l'appui du gouvernement provincial de Castille-et-León en octobre 2008. L'un des objectifs est de faire connaître cette production locale en Espagne, la viande étant beaucoup exportée en France et en Italie. Pour cela, l’Asociación Burgalesa de Criadores de Raza Hispanobretona conclut des accords avec des boucheries espagnoles. La qualité des animaux s'est alors nettement améliorée, à tel point que les meilleurs étalons reproducteurs de 2009 se négocient entre 1 700 € et 1 800 € lors des foires d'élevage,. En août 2011, pour soutenir les éleveurs d'Hispano-Bretón de Burgos, un abattoir de proximité est ouvert à Villarcayo.

## Description

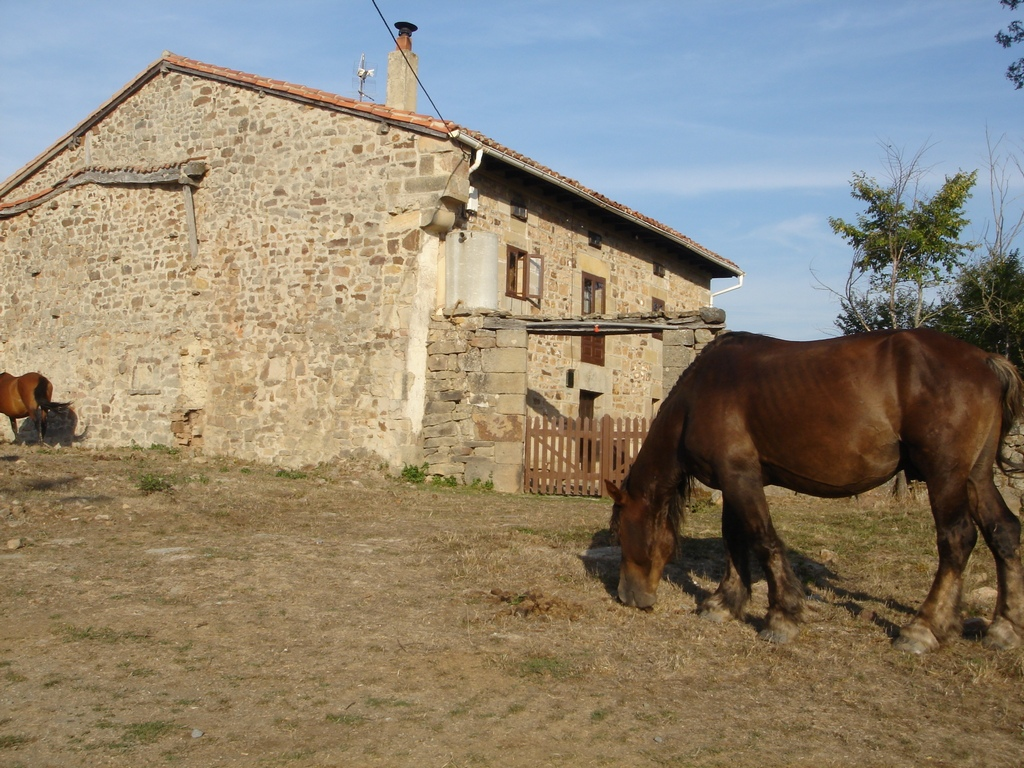
Cheval de trait vraisemblablement Hispano-Bretón à Otero del Monte en Cantabrie.

Il forme le plus grand cheval de trait de la péninsule Ibérique, c'est un animal hypermétrique et sublongiligne, bien construit et très massif, près de terre. Rustique, il mesure de 1,45 m à 1,54 m selon les zones géographiques, pour un poids moyen de 715 kg chez les mâles et 702 kg chez les femelles. Il n'existe pas de standard de race, aussi de grandes variétés se rencontrent dans la taille, le poids et le modèle.
La tête est très expressive, forte et allongée, le front est petit et plat, les lèvres sont grandes et les oreilles petites. Le profil est rectiligne. Ce cheval est généralement harmonieux et bien proportionné. La croupe est légèrement oblique, double et rebondie, la poitrine est étroite mais profonde. L'encolure, le dos, la croupe et la poitrine sont très musclés, donnant un aspect arrondi. Le garrot est peu sorti. Les jambes sont plutôt courtes, mais solides et bien fixées. Les crins sont particulièrement longs et abondants. À l'arrière des membres, l'Hispano-Breton présente des fanons fournis.

### Robes

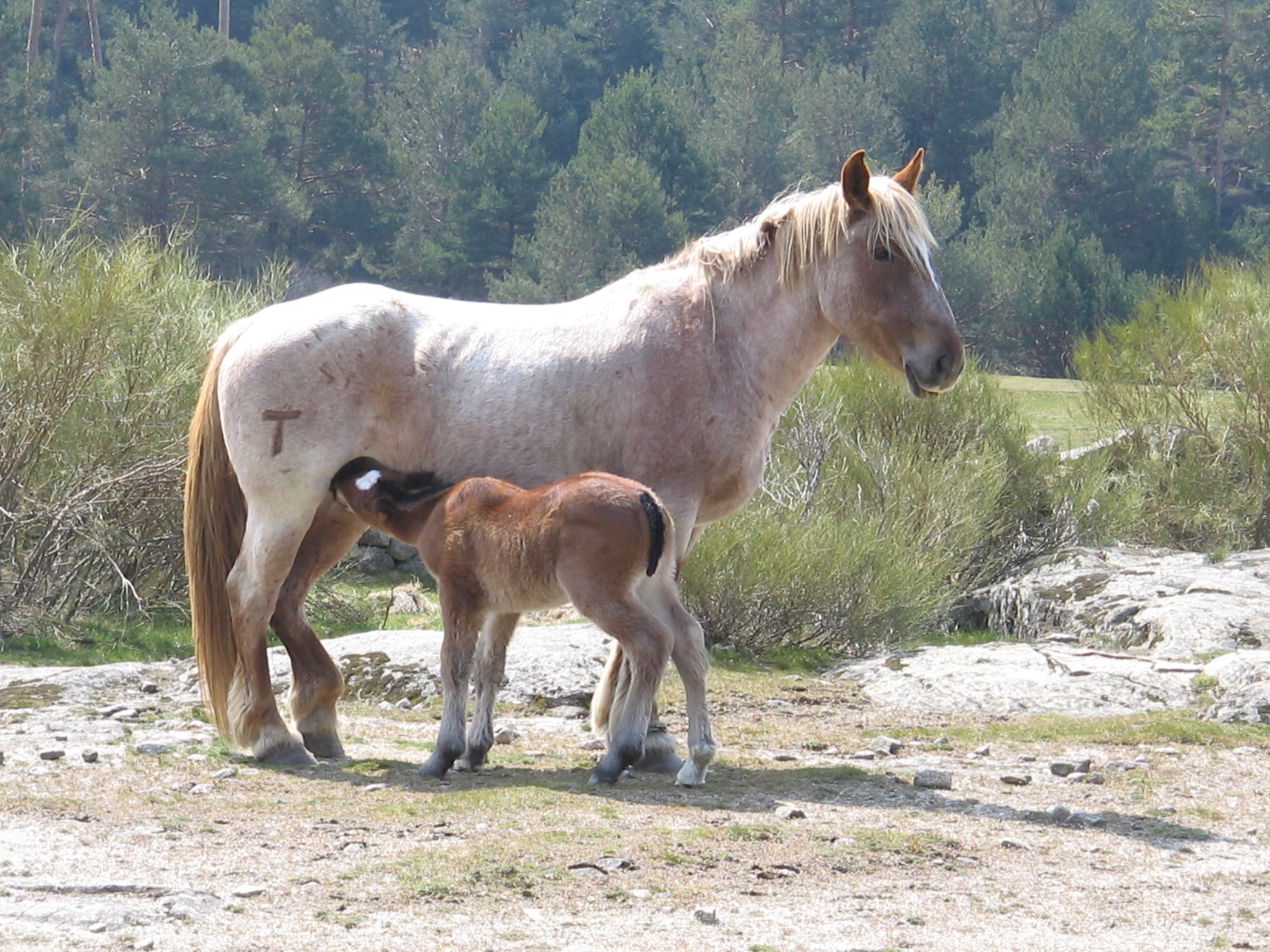
Les robes rouannées (ici, une jument aubère) se rencontrent chez la race.

Les robes peuvent être très variées, mais l'alezan est à la fois la plus fréquente et la plus appréciée. On trouve aussi des sujets bais et noirs, et même quelques rouans et des aubères. Les marques blanches sont assez fréquentes, incluant listes, étoiles en tête et balzanes. Il arrive aussi que les chevaux aient la tête plus foncée que le corps, particularité connue sous le nom de tête de maure (cabeza de moro). Les variations climatiques influencent l'apparence de ces chevaux avec la longueur de leur pelage.

### Tempérament et entretien
Les juments Hispano-bretonnes sont de bonnes mères, condition essentielle au maintien du cheptel en semi-liberté, sur des élevages très extensifs. Les poulains ne nécessitent pas de soins, ils tètent leur mère puis broutent des végétaux précocement. La race est tout à fait adaptée aux milieux ruraux et reste dans des pâturages montagnards à la belle saison, pour redescendre dans les vallées en hiver. Des compléments alimentaires peuvent être apportés sous forme de foin et de paille. La reproduction s'effectue le plus souvent de manière naturelle. Les poulains sont sevrés en hiver, quand ils redescendent de la montagne vers les vallées. Ces chevaux sont réputés tranquilles, mais énergiques.

### Sélection
Il existe plusieurs associations d'élevage pour la race. L’Asociación Nacional de Criadores de Hispano Bretón supervise l'ensemble. Pour la communauté autonome d'Aragon, l’Asociación Aragonesa de Criaderos de Caballo Hispano-Bretón (ARAHISBRE) s'occupe de la sélection, tandis que pour Burgos, cette tâche est confiée à l’Asociación de Criadores de la Raza Hispano-Bretón de Burgos.
En février 2013, différents éleveurs du marché hippophagique espagnol ont créé la Federación Nacional de Hispano-Bretón (Fédération nationale de l'Hispano-Bretón) pour travailler sur l'atténuation des conséquences de la crise autour de la viande de cheval. Comme pour toutes les races autochtones espagnoles menacées, les éleveurs bénéficiaient d'aides et de primes, mais le retrait du soutien à l'élevage de l'Hispano-Bretón (130 euros par animal) en 2013, en raison de la crise économique en Espagne, a fragilisé la filière.

### Utilisations

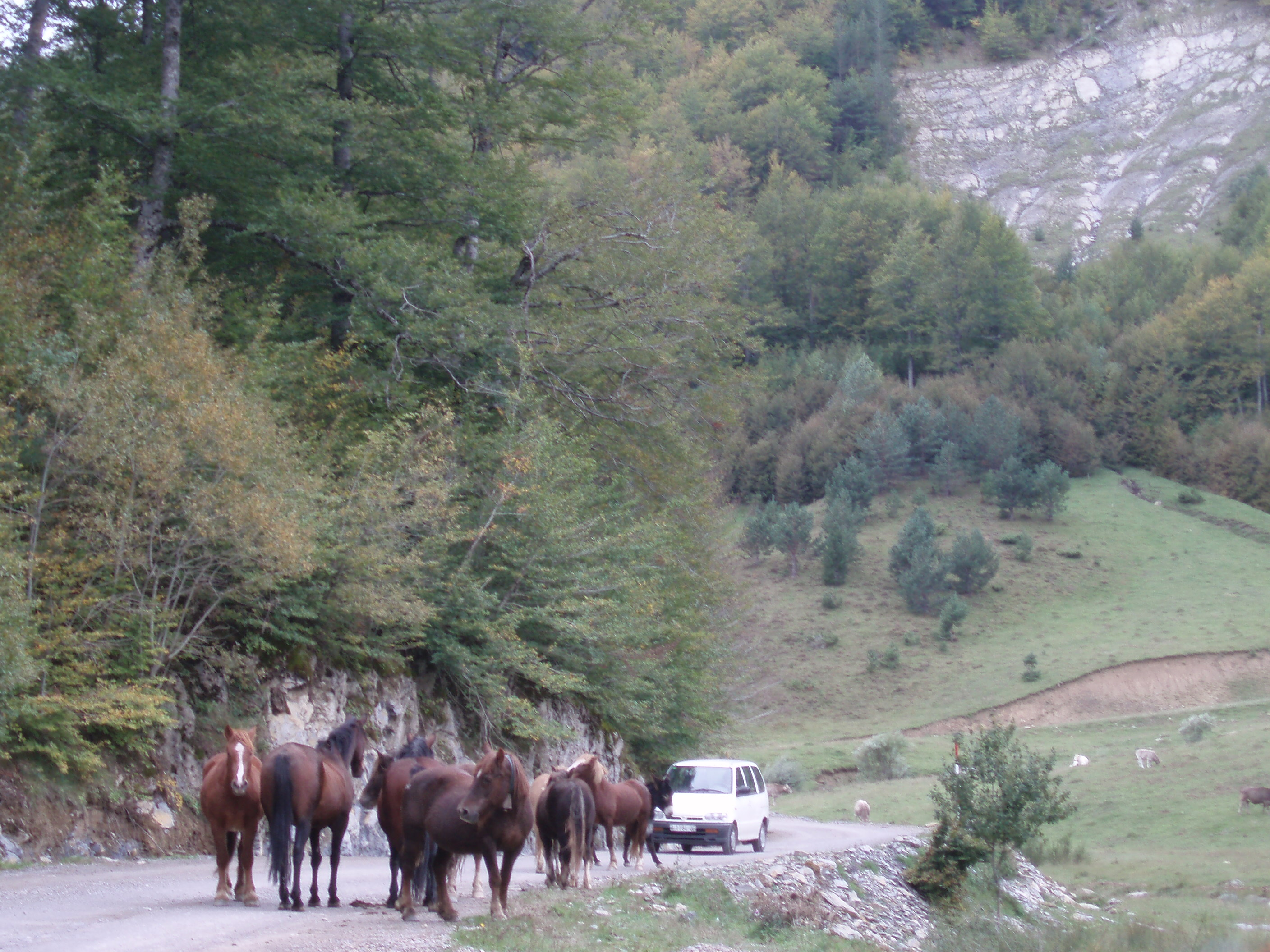
Groupe de chevaux en semi-liberté à Zuriza en Aragon.

La vocation de cette race est essentiellement la production hippophagique, domaine dans lequel l'Hispano-Bretón bénéficie d'une conformation adaptée et d'organisations d'élevage. Ce type d'élevage est généralement associé à celui des bovins de boucherie, sur de petites exploitations familiales. La viande issue des poulains Hispano-Bretón (carne de potro Hispano-Breton) est considérée comme étant de qualité. Ces poulains se vendent entre 300 et 500 euros au sevrage en 2013.
Les éleveurs affrontent une crise depuis la fraude européenne à la viande de cheval. La création d'une indication géographique protégée ou d'une marque de garantie a été proposée pour permettre une distinction entre la viande de l'Hispano-Bretón et d'autres viandes chevalines de qualité moindre. La faible demande en viande de cheval en Espagne pousse les éleveurs à exporter vers la France, l'Allemagne et l'Italie. De manière plus anecdotique, l'Hispano-Bretón convient à l'attelage, aux travaux agricoles et aux loisirs, vers lesquels il est de plus en plus souvent reconverti. Les juments saillies par des ânes produisent des mules de bonne qualité.

## Diffusion de l'élevage
L'Hispano-Bretón est considéré comme une race locale, qui n'est pas menacée d'extinction. Le Catálogo Oficial de Razas de Ganado de España (catalogue officiel des races de bétail de l'Espagne) inclut l'Hispano-Bretón dans le groupe des races autochtones en danger d'extinction. Fin 2003, 4 561 individus sont recensés, principalement dans la province espagnole de Castille-et-León, sur les zones montagneuses. On trouve aussi ces chevaux en Cantabrie, à La Rioja et dans les Pyrénées aragonaises. Elle est présente en faibles effectifs dans une grande partie de l'Espagne. Une variété du cheval Hispano-Bretón est nommée caballo de pie redondo (« cheval de marche rond »), elle s'élève dans la Cerdagne et compte entre 1 100 et 1 200 représentants en 2003. En 2012, les effectifs de la race se sont révélés stables mais en 2013, certains éleveurs ont rendu leurs chevaux à la vie sauvage car leur élevage devient non-rentable. Un autre recensement a été effectué en 2017, d'où il est ressorti que l'Hispano Breton comptait désormais un effectif de 12 578 individus. Dès lors, la race est considérée comme n'étant pas en voie de disparition. 
Les foires de San Emiliano constituent un rendez-vous pour les acheteurs et les passionnés de ce cheval.